# Breg Mokrički
 Breg Mokrički  falu Horvátországban Zágráb megyében. Közigazgatásilag Szentivánzelinához tartozik.

## Fekvése
Zágrábtól 27 km-re északkeletre, községközpontjától 2 km-re keletre a megye északkeleti részén fekszik.

## Története
A falunak 1857-ben 39, 1910-ben 68 lakosa volt. Trianonig Zágráb vármegye Szentivánzelinai járásához tartozott. 2001-ben 51 lakosa volt.

## Külső hivatkozások
Szentivánzelina község hivatalos oldala